# Kylkisaaret - Raakkipuron metsä - Pohjoiskallio
Kylkisaaret - Raakkipuron metsä - Pohjoiskallio este o arie protejată (arie specială de conservare — SAC, sit de importanță comunitară — SCI) din Finlanda întinsă pe o suprafață de 116 ha, integral pe uscat.

## Localizare
Centrul sitului Kylkisaaret - Raakkipuron metsä - Pohjoiskallio este situat la coordonatele 62°57′36″N 25°26′52″E / 62.96°N 25.4478°E.

## Înființare
Situl Kylkisaaret - Raakkipuron metsä - Pohjoiskallio a fost declarat sit de importanță comunitară în august 1998 pentru a proteja 1 specie de animale. Situl a fost protejat și ca arie specială de conservare în aprilie 2015.

## Biodiversitate
Situată în ecoregiunea boreală, aria protejată conține 2 habitate naturale: Taiga vestică, Mlaștini împădurite.
La baza desemnării sitului se află o specie protejată de  mamifere: veveriță zburătoare siberiană (Pteromys volans).
Pe lângă speciile protejate, pe teritoriul sitului au mai fost identificate 1 specie de plante, 4 specii de păsări, 9 specii de nevertebrate, 10 specii de pești.